# Ochrolechia mahluensis
Ochrolechia mahluensis är en lavart som beskrevs av Veli Johannes Paavo Bartholomeus Räsänen. Ochrolechia mahluensis ingår i släktet Ochrolechia, och familjen Ochrolechiaceae. Arten är reproducerande i Sverige.